# Séduite et Abandonnée
Pour plus de détails, voir Fiche technique et Distribution.
Séduite et Abandonnée (Sedotta e abbandonata) est un film italien de Pietro Germi, sorti en 1964.

## Synopsis
Dans un village de Sicile, Peppino profite de la sieste de Matilde, sa fiancée, pour abuser d'Agnese, sœur de Matilde. Agnese tombe enceinte.
Apprenant cela, Vincenzo, le père des filles, rude et intransigeant gardien de l'honneur de la famille, devient furieux, rompt les fiancailles de Matilde et Peppino, enferme Agnese dans sa chambre et exige de Peppino qu'il répare sa faute. Peppino refuse d'épouser Agnese, qui, selon le code d'honneur sicilien, lui cédant est devenue une "dévergondée" pas digne de se marier. Vincenzo organise un crime d'honneur, qui selon la loi italienne d'alors serait puni très légèrement : Antonio, le seul fils de Vincenzo, devrait chercher Peppino et le tuer. Agnese, encore amoureuse de Peppino, cherche à lui sauver la vie dénonçant son frère aux carabiniers ; d'ailleurs Antonio n'a pas assez de courage pour tuer Peppino.
À la suite de la dénonciation d'Agnese, tout le monde va au tribunal, et le juge se rend compte facilement de la faute de Peppino, qui est condamné pour détournement de mineure, ce que Vincenzo craint le plus parce que comme cela la défloration de sa fille deviendrait publique. D'ailleurs, alors ce sont les parents de Peppino qui implorent Vincenzo d'accorder la main d'Agnese à leur fils, la loi prévoyant que le mariage effacerait tout crime de détournement et sauverait Peppino de la prison. Vincenzo en profite pour "accorder", lui, la main de la fille, pour démontrer à l'opinion publique qu'Agnese n'a aucune faute et est libre d'accepter ou pas. Agnese, qui désormais déteste Peppino, voudrait le refuser, elle ; mais sa famille et tout l'entourage du village exercent tellement de pressions sur elle qu'elle finit par céder et se résigner à un mariage indissoluble (le divorce n'existe pas encore) avec l'homme qu'elle déteste et qui la déteste à son tour. Vincenzo, victime d'un ictus, sur le point de mourir continue de ne penser qu'au mariage qui sauverait l'honneur de sa famille, et finalement est enterré dans une tombe arborant l'inscription "honneur et famille". La naïve Matilde, qui n'avait rien compris de tout cela, finit par se faire nonne.

## Fiche technique
- Titre original : Sedotta e abbandonata
- Titre français : Séduite et abandonnée
- Réalisation : Pietro Germi
- Assistants-Réalisateurs : Renzo Marignano, Francesco Massaro
- Dialogues : Pietro Germi, Agenore Incrocci, Furio Scarpelli, Luciano Vincenzoni
- Musique : Carlo Rustichelli
- Directeur de la photographie : Aiace Parolin
- Montage : Roberto Cinquini
- Producteurs : Franco Cristaldi, Luigi Giacosi
- Sociétés de production : Compagnie cinématographique de France, Lux Film, Ultra Film, Vides Cinematografica
- Format : Noir et blanc — 35 mm — 1,85:1 — Son : Mono
- Durée 118 minutes
- Dates de sortie 
  - Italie : 30 janvier 1964
  - France : 24 juillet 1964
- Affiches : Gilbert Allard, Jean Mascii (France)

## Distribution

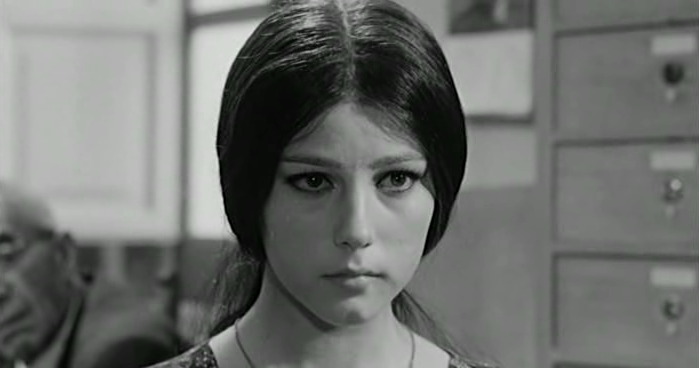
Stefania Sandrelli.

- Stefania Sandrelli  (VF : Linette Lemercier) : Agnese Ascalone
- Saro Urzì  (VF : Fernand Rauzena) : Don Vincenzo Ascalone
- Aldo Puglisi  (VF : Philippe Clair) : Peppino Califano
- Lando Buzzanca : Antonio Ascalone
- Lola Braccini : Amalia Califano
- Leopoldo Trieste (VF : Serge Lhorca)  : Baron Rizieri Zappalà
- Umberto Spadaro  (VF : Lucien Bryonne) : Cousin Ascalone
- Paola Biggio  (VF : Paulette Dubost) : Matilde Ascalone
- Rocco D'Assunta : Orlando Califano
- Oreste Palella  (VF : Michel Gudin) :  Polenza, le Chef de la Police
- Lina Lagalla  (VF : Lita Recio) : Francesca Ascalone (comme Lina La Galla)
- Gustavo D'Arpe (VF : Henri Djanik)  : Ciarpetta, l'avocat
- Rosetta Urzì : Consolata, la bonne
- Roberta Narbonne : Rosaura Ascalone
- Vincenzo Licata  (VF : Jean Violette) : Pasquale Profumo, l'entrepreneur de pompes funèbres
- Attilio Martella : Le juge
- Adelino Campardo : Bisigato, un policier
- Salvatore Fazio  (VF : Paul Ville) : Père Mariano
- Italia Spadaro : Tante Carmela
- Valeria Punturi:Annina Ascalone la cadette